# Luděk Mádl
Luděk Mádl (* 1974) je český sportovní novinář.

## Novinář
Začínal v Denním Telegrafu a Svobodném slově, poté téměř 13 let působil v deníku Sport, kde plnil i roli zástupce šéfredaktora. V roce 2005 obdržel ocenění Novinářská křepelka za články o korupční aféře v českém fotbale. Působil i v Hospodářských novinách a na podzim 2011 nastoupil do Aktuálně.cz. Redakci Aktuálně opustil v říjnu 2017, od té doby do listopadu 2022 působil jako sportovní šéfreportér v Seznam Zprávách. Od roku 2022 moderuje s Jaromírem Bosákem a Karlem Tvarohem fotbalový podcast Nosiči vody.

## Osobní život
Mádl je velkým fanouškem londýnského Arsenalu.

## Napsané knihy
- MÁDL, Luděk. Kmotr fotbal. V Praze: Dead Line Media, 2013. Insider. ISBN 978-80-260-4349-2
- kolektiv (mj. MÁDL, Luděk). Když se v zoo zhasne: novináři vyprávějí pohádky. Ilustroval Marie-Magdalena VALENTOVÁ. V Brně: Edika, 2020. ISBN 9788026615736.